# Ryds

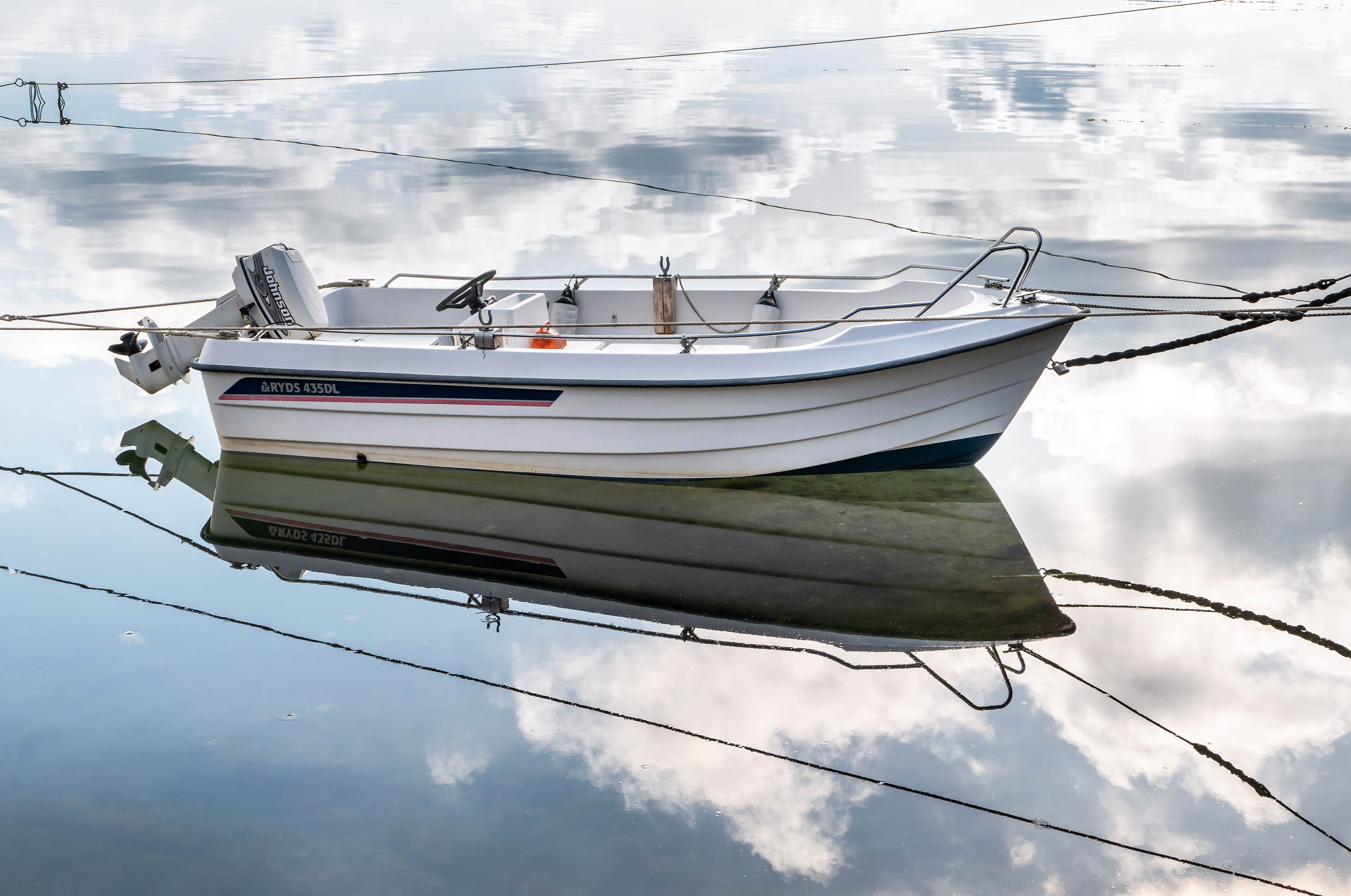
Ryds 435DL

Ryds båtindustri är en svensk fritidsbåttillverkare med säte i Ryd i Småland. Ryds grundades 1948 och tillverkade då fiskespön. Tillverkningen av båtar startade 1959.

## Företagets historia
Från 1959 till 2009 producerade det småländska varvet över 200 000 båtar.
Företaget startades 1948 av spjutkastaren Gunnar Petersson för att tillverka fiskespön i glasfiber. Först höll man till i ett pannrum vid Ryds brunn. Under 1950-talet växte verksamheten och man nådde en produktion av 100 000 fiskespön om året. Enkla flatbottnade ekor blev början på tillverkningen av båtar. En roddbåt av 3,80 m längd började tillverkas 1960.  Harry Becker ritade den planande modellen Attack. En ny fabrik uppfördes 1961 och byggdes om ett par gånger under 60-talet. Här tillkom modellerna Ryds Camping, Hajen och Tumlare.

### Varvets framgångsrikaste modeller
Från 1960-talet ökades antal modeller i tillverkningen med sportbåtar och storsäljare som Hajen Hard Top och efterföljande Ryds Camping. Den senare blev en klassisk sportbåt med ett skrov vars yta efterliknade klinkade bord. Modellen såldes i 7 000 exemplar från 1972 till 1991, och totalt har 16 000 sålts, vilket gör Ryds Camping till Sveriges vanligaste båt. Modellen såldes också under beteckningarna Triss 56 HT och 560 HT.

### Ägarhistoria
Volvo utökade sin verksamhet på 1970-talet med Jofa i Malung och ABC-fabriken i Kungälv. Båda flyttades till Ryd och slogs ihop med Ryds Båtindustrier till bolaget Volvo Fritid. Produkterna såldes under ABC-fabrikens varumärke Triss. På grund av sämre konjunktur sålde Volvo företaget 1982. Bo Köllerfors och några anställda övertog driften och tog åter namnet Ryds. Amerikanska OMC blev senare ägare. Under denna tid tillverkades också Seabird-båtar. Det småländska båtvarvet är sedan slutet av 1990-talet ett dotterbolag i Viamarekoncernen.

### Industrin under senare år
Miljökrav ställdes på produktionen och 1993 hotades fabriken av nedläggning. 1998 startades en sluten tillverkningsmetod med vakuuminsprutning som klarade miljökraven. Småbåtarna har fortsatt att vara ryggraden i Ryds produktion.
2019 hade företaget 19 anställda och omsatte 24 miljoner kronor. 2021 hade man 28 anställda och omsatte med omkring 75 miljoner. Ryds Båtar AB gick i konkurs 27 november 2023. Ryds båtar AB ägdes vid konkursen till 75 % av Entreprenörinvest Sverige AB och till 25 % av bolagets vd, Patrik Håkansson.